# Свети Атанасий (Нестрам)
Вижте пояснителната страница за други значения на Свети Атанасий.
„Свети Атанасий“ (на гръцки: Αγίου Αθανασίου) е православна църква в костурското село Нестрам (Несторио), Егейска Македония, Гърция. Храмът е част от Костурската епархия.
Църквата е построена в 1857 година на входа на махалата Долнени в Нестрам. Това е внушителна каменна базилика - най-голямата от трите църкви на селото. Храмът има и величествена четириетажна камбанария.
В църквата има 1/3 от римска мраморна плоча (0,57 х 0,41 m), взидана близо до вратата на светилището със следния надпис: „ΜΗΜΟΡΙΟΝ ΤΟΝ ΠΕΡΙΒΛΕΠΤΟΝ ΡΩΜΥΛΩΝ ΤΡΙΒΟΥΝΟΝ“.